# Campeonato Asiático de Atletismo Júnior de 1990
A 3ª edição do Campeonato Asiático de Atletismo Júnior foi o evento esportivo organizado pela Associação Asiática de Atletismo (AAA) para atletas com até 20 anos classificados como Júnior. O evento ocorreu na cidade de Pequim, na China, entre 13 e 16 de junho de 1990. Foram disputadas 40 provas no campeonato sendo 22 eventos masculino e 18 feminino. 17 recordes do campeonato foram quebrados durante as provas. A China teve destaque ao conquistar 78 medalhas no total, sendo 26 de ouro.

## Medalhistas

### Masculino
| Evento                      | Ouro                                                                     | Ouro     | Prata                                                             | Prata    | Bronze                                                                           | Bronze        |
| --------------------------- | ------------------------------------------------------------------------ | -------- | ----------------------------------------------------------------- | -------- | -------------------------------------------------------------------------------- | ------------- |
| 100 metros                  | Yoshihisa Ono · Japão                                                    | 10.76    | Xia Xianghai · China                                              | 10.79    | Zhao Haohan · China                                                              | 10.84         |
| 200 metros                  | Takuya Yui · Japão                                                       | 21.05    | Li Xiaopeng · China                                               | 21.34    | Ibrahim Ismail Muftah · Catar                                                    | 21.39         |
| 400 metros                  | Ibrahim Ismail Muftah · Catar                                            | 46.91    | Li Yuanwu · China                                                 | 47.91    | Masayoshi Kan · Japão                                                            | 47.97         |
| 800 metros                  | Ding Weifeng · China                                                     | 1:49.57  | Zhou Chaohui · China                                              | 1:49.76  | Kim Yong-Hwan Coreia do Sul                                                      | 1:50.09       |
| 1.500 metros                | Kim Yong-Hwan Coreia do Sul                                              | 3:50.06  | Ryuji Takei · Japão                                               | 3:50.81  | Wang Xinjun · China                                                              | 3:52.16       |
| 5.000 metros                | Seiji Kushibe · Japão                                                    | 14:43.43 | Abdullah Yousef Abdullah · Catar                                  | 14:44.64 | Fang Min-Son · Coreia do Norte                                                   | 14:46.85      |
| 10.000 metros               | Abdullah Yousef Abdullah · Catar                                         | 30:29.90 | Yu Yeong-Hun Coreia do Sul                                        | 30:30.21 | Xu Mingzhu · China                                                               | 30:32.82      |
| 110 metros com barreiras    | Takeshi Iwasa · Japão                                                    | 14.34    | Keiichiro Seki · Japão                                            | 14.42    | Chen Yanhao · China                                                              | 14.45         |
| 400 metros com barreiras    | Yoshihiko Saito · Japão                                                  | 50.89    | Kazuhiko Yamazaki · Japão                                         | 52.35    | Yang Guangjun · China                                                            | 52.44         |
| 3.000 metros com obstáculos | Sun Ripeng · China                                                       | 8:55.68  | Li Wen · China                                                    | 9:01.77  | Jamal Abdi Hassan · Catar                                                        | 9:08.98       |
| Revezamento 4 x 100 metros  | Japão · Yoshihisa Ono · Nobuharu Asahara · Takuya Yui · Noritomo Aoyama  | 40.95    | China · Xia Xianghai · Zhao Haohan · Zhou Haiping · Zheng Xianguo | 41.36    | Tailândia · Viroj Anuparp · Songrit Weingban · Niti Piyapan · Somchai Wongsim    | 41.57         |
| Revezamento 4 x 400 metros  | Japão · Kazuhiko Yamazaki · Masayoshi Kan · Yoshihiko Saito · Takuya Yui | 3:12.47  | China · Gao Hanming · Zhu Lidong · Li Yuanwu · Zhang Wei          | 3:13.02  | Taipé Chinesa · Chen Fang-Cheng · Chou Rong-Ting · Lee Chung-Jen · Chiu Wensheng | 3:18.29       |
| Marcha atlética 10 km       | Li Mingcai · China                                                       | 43:31.31 | Mao Xinyuan · China                                               | 45:07.11 | Ye Liansheng · China                                                             | 46:20.51      |
| Salto em altura             | Lee Jin-Taek Coreia do Sul                                               | 2.20 m   | Li Jianhong · China                                               | 2.15 m   | Hirokazu Kasai · Japão                                                           | 2.15 m        |
| Salto à vara                | Lin Shijing · China                                                      | 5.01 m   | Liu Zhiyong · ChinaYing Hui · China                               | 4.60 m   | Sem premiação                                                                    | Sem premiação |
| Salto em comprimento        | Sun Tai-San · Taipé Chinesa                                              | 7.54 m   | Nobuharu Asahara · Japão                                          | 7.49 m   | Song Leijie · China                                                              | 7.43 m        |
| Salto triplo                | Wang Chaohui · China                                                     | 15.76 m  | Mou Xiaohui · China                                               | 15.71 m  | Noriyuki Matsui · Japão                                                          | 15.61 m       |
| Arremesso de peso           | Xie Shengying · China                                                    | 18.51 m  | Zhang Zouwen · China                                              | 16.92 m  | Bilal Saad Mubarak · Catar                                                       | 16.48 m       |
| Arremesso de disco          | Li Yongmin · China                                                       | 52.78 m  | Han Feng · China                                                  | 51.20 m  | Qu Jinzhu · China                                                                | 50.30 m       |
| Lançamento do martelo       | Xu Weili · China                                                         | 63.10 m  | Jiang Xingdong · China                                            | 59.52 m  | An Mufeng · China                                                                | 57.52 m       |
| Lançamento do dardo         | Yasuo Nakamura · Japão                                                   | 71.24 m  | Sun Fuhai · China                                                 | 69.62 m  | Li Rongxiang · China                                                             | 69.00 m       |
| Decatlo                     | Zheng Jun · China                                                        | 7191 pts | Guo Zhengrong · China                                             | 6930 pts | Chuan Chi-Cheng · Taipé Chinesa                                                  | 6604 pts      |

### Feminino
| Evento                     | Ouro                                                  | Ouro       | Prata                                                                         | Prata    | Bronze                                                                                 | Bronze     |
| -------------------------- | ----------------------------------------------------- | ---------- | ----------------------------------------------------------------------------- | -------- | -------------------------------------------------------------------------------------- | ---------- |
| 100 metros                 | Wang Lei · China                                      | 11.63      | Xiao Yehua · China                                                            | 11.66    | Zenia Ayrton · Índia                                                                   | 11.95      |
| 200 metros                 | Pei Fang · China                                      | 23.52      | Liu Xiaomei · China                                                           | 24.22    | Hsu Pei-Chin · Taipé Chinesa                                                           | 24.59      |
| 400 metros                 | Ma Yuqin · China                                      | 53.38      | Liu Youlan · China                                                            | 54.90    | Kutty Saramma · Índia                                                                  | 55.07      |
| 800 metros                 | Liu Li · China                                        | 2:03.97    | Zhang Yumei · China                                                           | 2:06.63  | Tao Chunmiao · China                                                                   | 2:06.78    |
| 1.500 metros               | Qu Yunxia · China                                     | 4:11.89    | Xiujun Chang · China                                                          | 4:17.25  | Li Myong-Hui · Coreia do Norte                                                         | 4:17.97    |
| 3.000 metros               | Li Ying · China                                       | 9:19.41    | Hatsumi Matsumoto · Japão                                                     | 9:23.68  | Wang Yanfang · China                                                                   | 9:25.26    |
| 10.000 metros              | Rika Ota · Japão                                      | 33:55.45   | Zhu Ruixia · China                                                            | 34:02.48 | Tomoe Abe · Japão                                                                      | 34:16.84   |
| 100 metros com barreiras   | Zhang Yu · China                                      | 13.45      | Sun Xue · China                                                               | 13.66    | Li Xiaoyan · China                                                                     | 14.06      |
| 400 metros com barreiras   | Leng Xueyan · China                                   | 57.97      | Li Yan · China                                                                | 60.45    | Fang Kunyao · China                                                                    | 60.62      |
| Revezamento 4 x 100 metros | China · Wang Lei · Yu Yanyun · Xiao Yehua · Hu Ling   | 46.32      | Taipé Chinesa · Hsu Pei-Chin · Wang Shu-Ling · Liu Shu-Hua · Pan Shu-Chi      | 46.43    | Coreia do Sul Park Jong-Im Wi Mi-Jin Ko Hwa-Ja Byun Yeong-Rye                          | 46.75      |
| Revezamento 4 x 400 metros | China · Ma Yuqin · Lu Ping · Liu Youlan · Leng Xueyan | 3:46.11    | Taipé Chinesa · Lin Shu-Huei · Kao Yuh-Chuan · Huang Chuen-Li · Wang Pei-shun | 3:47.88  | Tailândia · Sriprai Chaikaew · Supak Kulsirirat · Srirat Chimrak · Naparut Suajongprue | 3:50.29    |
| Marcha atlética 5 km       | Kong Yan · China                                      | 21:58.30   | Cui Yingzi · China                                                            | 22:09.67 | Sun Yan · China                                                                        | 23:46.24   |
| Salto em altura            | Zhao Yangwu · China                                   | 1.88 m     | Guan Shumin · China                                                           | 1.85 m   | Wang Juan · China                                                                      | 1.82 m     |
| Salto em comprimento       | Liu Jingmin · China                                   | 6.57 m (w) | Yang Zhanxiang · China                                                        | 6.14 m   | Fan Yangjuan · China                                                                   | 6.02 m (w) |
| Arremesso de peso          | Qiu Qiaoping · China                                  | 18.66 m    | Li Xiaoyun · China                                                            | 18.33 m  | Lu Xia · China                                                                         | 15.94 m    |
| Arremesso de disco         | Qiu Qiaoping · China                                  | 60.14 m    | Yuan Wei · China                                                              | 57.24 m  | Wang Enfang · China                                                                    | 49.26 m    |
| Lançamento do dardo        | Hou Lili · China                                      | 58.40 m    | Liu Cui · China                                                               | 54.58 m  | Zhang Ru · China                                                                       | 54.52 m    |
| Heptatlo                   | Zhang Xiaohui · China                                 | 5368 pts   | Ma Chun-Ping · Taipé Chinesa                                                  | 5286 pts | Liu Bo · China                                                                         | 5152 pts   |

## Quadro de medalhas
| Ordem | País            | Ouro | Prata | Bronze |     |
| 1     | China           | 26   | 31    | 21     | 78  |
| 2     | Japão           | 9    | 5     | 4      | 18  |
| 3     | Catar           | 2    | 1     | 3      | 6   |
| 4     | Coreia do Sul   | 2    | 1     | 2      | 5   |
| 5     | Taipé Chinesa   | 1    | 3     | 3      | 7   |
| 7     | Índia           | 0    | 0     | 2      | 2   |
| 8     | Coreia do Norte | 0    | 0     | 2      | 2   |
| 9     | Tailândia       | 0    | 0     | 2      | 2   |
| Total | Total           | 40   | 41    | 39     | 120 |